# Синодальный отдел по тюремному служению
Синодальный отдел по тюремному служению — синодальное учреждение Русской православной церкви, координирующий взаимодействие с пенитенциарными учреждениями. Образован решением Священного синода Русской православной церкви от 5 марта 2010 года. В его компетенцию из ведения Синодального отдела по взаимодействию с Вооружёнными силами и правоохранительными органами были переданы вопросы, касающиеся взаимодействия с исправительными учреждениями. При Синодальном отделе по тюремному служению издается газета «Мир всем».

## История
Тюремное служение в Русской православной церкви как отдельное направление пастырства стало складываться в XIX веке. После учреждения в 1819 году Попечительного о тюрьмах общество до 1917 года в тюрьмах повсеместно сооружались церкви, а в штат тюрьмы с 1887 года были введены священники, прежде всего для нравственного исправления преступников и наставления их в правилах христианского благочестия.
С момента возобновления взаимодействия православной церкви и исправительных учреждений в 1990 году священнослужители получили право на посещение заключённых и совершение духовного окормления в местах лишения свободы. В 1994 году появился первый документ, закрепляющий договоренности о совместной работе Русской православной церкви и МВД России. Реализация данных соглашений была возложена со стороны Русской Православной Церкви на созданный в 1995 году Синодальный отдел по взаимодействию с Вооружёнными силами и правоохранительными учреждениями, где был образован Сектор тюремного служения, со стороны МВД и, впоследствии, с 1997 года, Министерства юстиции — на Главное управление исполнения наказаний России (ГУИН). Эти соглашения позволили начать просветительскую деятельность не только среди осужденных, но и среди личного состава правоохранительных органов. В декабре 1999 года министр юстиции Российской Федерации Ю. Я. Чайка и Патриарх Московский и Всея Руси Алексий II подписали соглашение о сотрудничестве Министерства юстиции РФ и Русской православной церкви в области духовного окормления и религиозно-нравственного просвещения осужденных. Эти соглашения позволили начать просветительскую деятельность среди не только осуждённых, но и личного состава правоохранительных органов. За всеми учреждениями уголовно-исполнительной системы России были закреплены священнослужители. Региональные управления ГУИН (с 2004 года — ФСИН России) и епархиальные архиереи, как правило, заключали соглашения о сотрудничестве, на основании которых и совершалась миссия Русской православной церкви в местах лишения свободы: строились храмы и проводились богослужения, организовывались воскресные школы и распространялась религиозная литература, проводились гуманитарные и праздничные мероприятия.
Важность тюремного служения была зафиксирована в Основах социальной концепции Русской православной церкви в 2000 году. Кроме церковно-практических задач по духовному окормлению в местах лишения свободы в 2008 году в «Основах учения Русской Православной Церкви о достоинстве, свободе и правах человека» была сформулирована важность правозащитной миссии. По линии Русской Православной Церкви при епархиальных советах во всех епархиях были созданы епархиальные комиссии по взаимодействию с правоохранительными учреждениями, на которые была возложена координация деятельности духовенства в местах лишения (ограничения) свободы. Вместе с тем, до 2010 года служение православных священников в тюрьмах носило добровольный, эпизодический, несистемный характер и зависело как от возможностей каждого конкретного священнослужителя, так и условий, которые предоставляли для тюремной миссии сотрудники учреждений, — с другой. По состоянию на 2010 год в местах лишения (ограничения) свободы действовал 471 тюремный храм и 466 молитвенных комнат для заключенных, большинство из них не имели постоянных тюремных священнослужителей; священники бывали в местах лишения свободы лишь эпизодически и в свободное от основных приходских обязанностей время.
5 марта 2010 года Священный синод Русской православной церкви постановил образовать Синодальный отдел Московского Патриархата по тюремному служению, передав в его компетенцию из ведения Синодального отдела по взаимодействию с вооруженными силами и правоохранительными органами вопросы, касающиеся взаимодействия с исправительными учреждениями. Руководителем данного синодального отдела был назначен епископ Красногорский Иринарх (Грезин). Занимаясь организацией нового отдела, он прежде всего считал необходимым опираться на дореволюционный опыт Русской православной церкви в этом вопросе, но также учитывать и современный опыт деятельности тюремных капелланских структур зарубежных стран. Основную задачу своего отдела он сформулировал так: «Задача Церкви — помогать заключённому сохранить в себе или обрести заново способность возвращения в гражданское общество и через возрождение религиозности помогать ему после выхода на свободу находить в себе духовные и нравственные силы для восстановления среди гражданского общества утраченных за решеткой социальных связей».

## Основные направления работы
- Сектор взаимодействия с епархиями, правозащитными организациями и общественностью;
- Центр духовного просвещения в местах лишения свободы;
- Сектор разработки образовательных программ и подготовки капелланов для тюремного служения;
- Сектор помилования, реабилитации (ресоциализации) и социологических исследований;
- Информационно-аналитический сектор;
- Издательско-информационный сектор;
- Сектор электронных СМИ;
- Работа с письмами заключенных.

## Председатели
- епископ Иринарх (Грезин) (5 марта 2010 — 24 января 2024)
- священник Алексий Алексеев (5 февраля — 12 марта 2024) и. о.[8]
- священник Кирилл Марковский (с 20 марта 2025, и. о. 24 марта 2024 ― 20 марта 2025)[9][10].